# Campionati italiani di taekwondo del 2018
I Campionati italiani di taekwondo del 2018 sono stati organizzati dalla Federazione Italiana Taekwondo e si sono svolti all'interno del PalaFlorio di Bari in Puglia, in data 26-28 ottobre 2018.
L'evento, riservato alle cinture nere senior, ha assegnato medaglie in otto categorie di peso diverse sia agli uomini che alle donne.
Si è trattata della quarantanovesima edizione dei campionati.

## Podi

### Uomini
| Categoria               | Partecipanti | Oro                                                | Argento                                    | Bronzo                                                                                           |
| fino a 54 kg (dettagli) | 22 atleti    | Davide Ditta (Asd Sportesercito)                   | Davide Albani (Asd Centro Taekwondo Ostia) | Simone Caliri (Asd Tiger's Den) Antonio De Gaetano (Asd Tiger's Den)                             |
| fino a 58 kg (dettagli) | 28 atleti    | Vito Dell'Aquila (Asd New Marzial Mesagne)         | Antonio Flecca Vigili del Fuoco            | Mattia Crescenzi (Tkd Terracina 1984) Agostino Ferrara (Taekwondo Gold Team)                     |
| fino a 63 kg (dettagli) | 27 atleti    | Simone Crescenzi Esercito                          | Gabriele Crisafulli Fiamme Oro             | Emiliano Lo Pinto (Asd Taekwondo 16) Simone Prezzavento (Asd Chisari Tkd Dojang)                 |
| fino a 68 kg (dettagli) | 28 atleti    | Luciano Bonaccorso (Asd Taekwondo Sport Center)    | Nickolas Pugliese (Tkd Competition)        | Gianmarco Moschin (Asd Città di Piave) Andrea Maddaluni (Ssd Punto Sport Comuni Medicei)         |
| fino a 74 kg (dettagli) | 20 atleti    | Simone Alessio Vigili del Fuoco                    | Mariano Bucolo (Asd Tiger's Den)           | Moreno Monticelli (Sport Village Genova) Pasquale Di Micco (Asd Taekwondo Caserta Hwa Rang Kwan) |
| fino a 80 kg (dettagli) | 25 atleti    | Roberto Botta Esercito                             | Ivan Scala (Taekwondo Team La Pietra Asd)  | Achille Cennami (Asd Aerodance Sport Libertas) Salvatore Prisco (Centro Azzurro Casoria Asdil.)  |
| fino a 87 kg (dettagli) | 9 atleti     | Matteo Marjanovic (Olimpic Taekwondo Verona)       | Luigi Traversa (Apd Accademia Dorica)      | Davide Messineo (Futurama Club) Goffredo francioni (Tkd Competition)                             |
| Oltre 87 kg (dettagli)  | 12 atlete    | Matteo Milani (Taekwondo Brunetti Cus Bergamo Asd) | Vito Luiso (Asd Tkd Fisic Center)          | Alex Covolan (Accademia Taekwondo Treviso) Mattia Cutrupi (Taekwondo 2018 Reggio Calabria - Asd) |

### Donne
| Categoria               | Partecipanti | Oro                                         | Argento                                             | Bronzo                                                                                              |
| fino a 46 kg (dettagli) | 8 atlete     | Sofia Zampetti (Asd Centro Taekwondo Ostia) | Marta Cappilli (Accademia Taekwondo Perulli)        | Isabella Chiumento (Asd Città di Piave) Chiara Palmas (Tkd Perdasdefogu)                            |
| fino a 49 kg (dettagli) | 14 atlete    | Sarah Al Halwani (Apd Accademia Dorica)     | Gaia Gavarone (Olimpia)                             | Alessia Napolano (Asd Canguro) Antonietta Santaniello (Scuola Taekwondo Sirignano)                  |
| fino a 53 kg (dettagli) | 20 atlete    | Erica Nicoli Carabinieri                    | Giorgia Cancellieri (Apd Accademia Dorica)          | Valentina Sandrelli (Sport For You 2) Bianca pantaleoni (Asd Taekwondo Tricolore)                   |
| fino a 57 kg (dettagli) | 19 atlete    | Giada Iurlaro (Asd New Marzial Mesagne)     | Salima Ismail Hussen (Taekwondo Team La Pietra Asd) | Francesca Carnassale (Asd Hwarang Sporting Club) Letizia Poggio (Asd Centro Taekwondo Alessandria ) |
| fino a 62 kg (dettagli) | 13 atlete    | Assunta Cennamo (Futurama Club)             | Federica Rocca (Ciong Ryong Roma)                   | Michelle kovalenko (Asd Città di Piave) Irene Novelli (Tkd Competition)                             |
| fino a 67 kg (dettagli) | 6 atlete     | Natalia D'Angelo Fiamme Oro                 | Licia Martignani Esercito                           | Eliana Anniballi (Asd Lo Zen) Daniela Rotolo Fiamme Oro                                             |
| fino a 73 kg (dettagli) | 10 atlete    | Cristiana Rizzelli Esercito                 | Jolanda maglione (Asd Squadra Mediterranea)         | Linda Neri (Asd Aerodance Sport Libertas) Roberta Desiderio (Asd Taekwondo Caserta Hwa Rang Kwan)   |
| Oltre 73 kg (dettagli)  | 6 atlete     | Laura Giacomini Carabinieri                 | Michela Sabba (Centro Tkd Pezzolla)                 | Martina Betto (Scuola Tkd Nolano) Eleonora Locci (Asd Aesse Taekwondo Academy)                      |

## Medagliere società
| Pos. | Società                              | Oro | Argento | Bronzo |   |
| ---- | ------------------------------------ | --- | ------- | ------ | - |
| 1    | Esercito                             | 3   | 1       | 0      | 4 |
| 2    | Carabinieri                          | 2   | 0       | 0      | 2 |
| 2    | Asd New Marzial Mesagne              | 2   | 0       | 0      | 2 |
| 3    | Apd Accademia Dorica                 | 1   | 2       | 0      | 3 |
| 4    | Fiamme Oro                           | 1   | 1       | 1      | 3 |
| 5    | Vigili del Fuoco                     | 1   | 1       | 0      | 2 |
| 5    | Asd Centro Taekwondo Ostia           | 1   | 1       | 0      | 2 |
| 6    | Futurama Club                        | 1   | 0       | 1      | 2 |
| 7    | Asd Sportesercito                    | 1   | 0       | 0      | 1 |
| 7    | Asd Taekwondo Sport Center           | 1   | 0       | 0      | 1 |
| 7    | Olimpic Taekwondo Verona             | 1   | 0       | 0      | 1 |
| 7    | Taekwondo Brunetti Cus Bergamo Asd   | 1   | 0       | 0      | 1 |
| 8    | Taekwondo Team La Pietra Asd         | 0   | 2       | 0      | 2 |
| 9    | Tkd Competition                      | 0   | 1       | 2      | 3 |
| 9    | Asd Tiger's Den                      | 0   | 1       | 2      | 3 |
| 10   | Centro Tkd Pezzolla                  | 0   | 1       | 0      | 1 |
| 10   | Accademia Taekwondo Perulli          | 0   | 1       | 0      | 1 |
| 10   | Ciong Ryong Roma                     | 0   | 1       | 0      | 1 |
| 10   | Asd Tkd Fisic Center                 | 0   | 1       | 0      | 1 |
| 10   | Olimpia                              | 0   | 1       | 0      | 1 |
| 10   | Asd Squadra Mediterranea             | 0   | 1       | 0      | 1 |
| 11   | Asd Città di Piave                   | 0   | 0       | 3      | 3 |
| 12   | Asd Taekwondo Caserta Hwa Rang Kwan  | 0   | 0       | 2      | 2 |
| 12   | Asd Aerodance Sport Libertas         | 0   | 0       | 2      | 2 |
| 13   | Tkd Terracina 1984                   | 0   | 0       | 1      | 1 |
| 13   | Scuola Tkd Nolano                    | 0   | 0       | 1      | 1 |
| 13   | Asd Canguro                          | 0   | 0       | 1      | 1 |
| 13   | Taekwondo Gold Team                  | 0   | 0       | 1      | 1 |
| 13   | Sport For You 2                      | 0   | 0       | 1      | 1 |
| 13   | Asd Taekwondo 16                     | 0   | 0       | 1      | 1 |
| 13   | Asd Chisari Tkd Dojang               | 0   | 0       | 1      | 1 |
| 13   | Ssd Punto Sport Comuni Medicei       | 0   | 0       | 1      | 1 |
| 13   | Sport Village Genova                 | 0   | 0       | 1      | 1 |
| 13   | Centro Azzurro Casoria Asdil.        | 0   | 0       | 1      | 1 |
| 13   | Accademia Taekwondo Treviso          | 0   | 0       | 1      | 1 |
| 13   | Taekwondo 2018 Reggio Calabria - Asd | 0   | 0       | 1      | 1 |
| 13   | Tkd Perdasdefogu                     | 0   | 0       | 1      | 1 |
| 13   | Scuola Taekwondo Sirignano           | 0   | 0       | 1      | 1 |
| 13   | Asd Taekwondo Tricolore              | 0   | 0       | 1      | 1 |
| 13   | Asd Hwarang Sporting Club            | 0   | 0       | 1      | 1 |
| 13   | Asd Centro Taekwondo Alessandria     | 0   | 0       | 1      | 1 |
| 13   | Asd Lo Zen                           | 0   | 0       | 1      | 1 |
| 13   | Asd Aesse Taekwondo Academy          | 0   | 0       | 1      | 1 |